# 刀

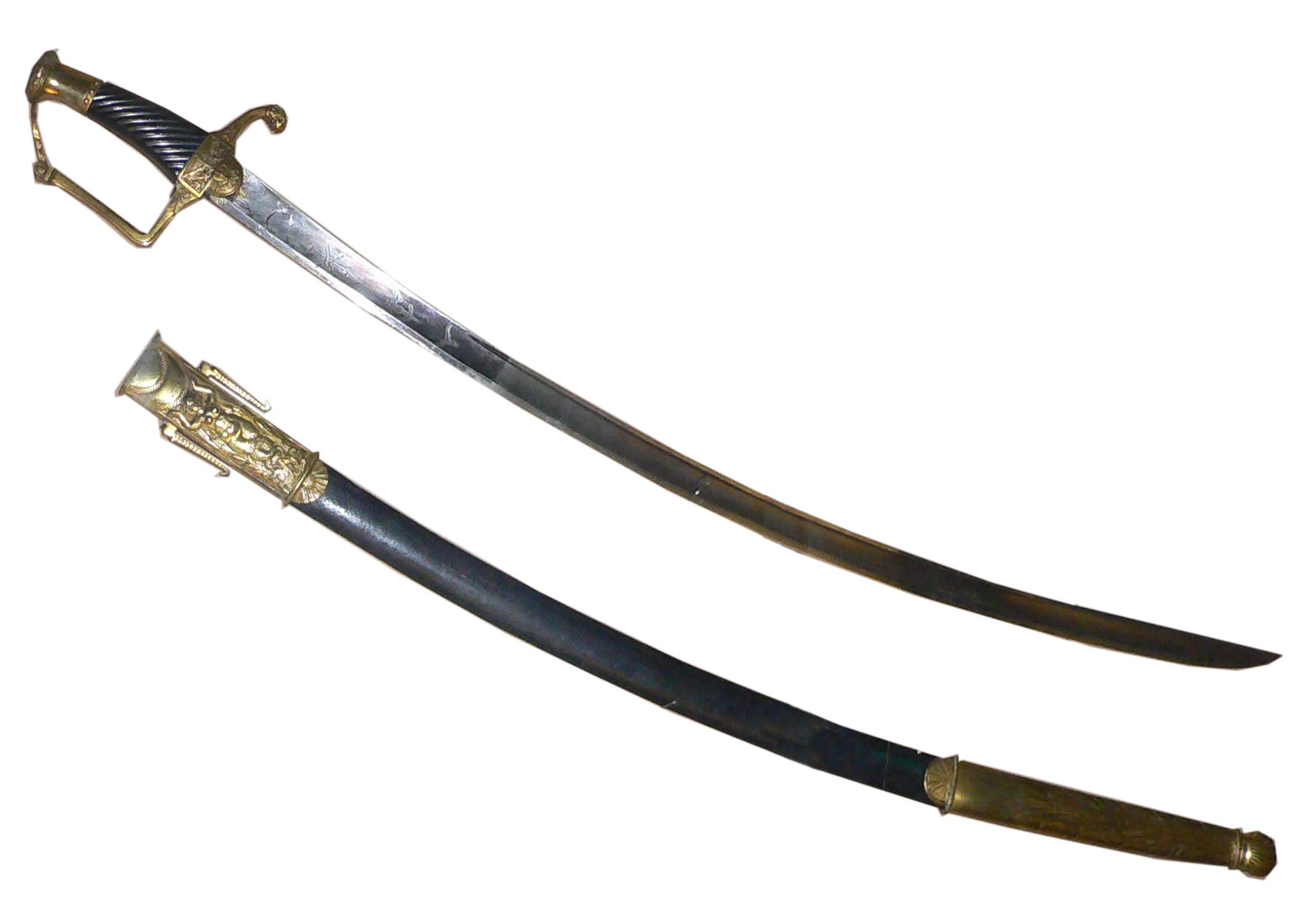
19世紀 フランス海軍将校が使用していた刀

刀（かたな）は、武器（刀剣）の一種であり、剣の内でもとくに片側にしか刃のない物を指す。
- 湾刀：切断力を増す為に反りのついた構造のもの。
- 直刀：反りのついていないもの。「突き」にも向く。

日本語としては「かた・な」と分解できてそれぞれ片、刃をあらわす。日本の刀に関する詳細は日本刀の項を参照。

## 概要

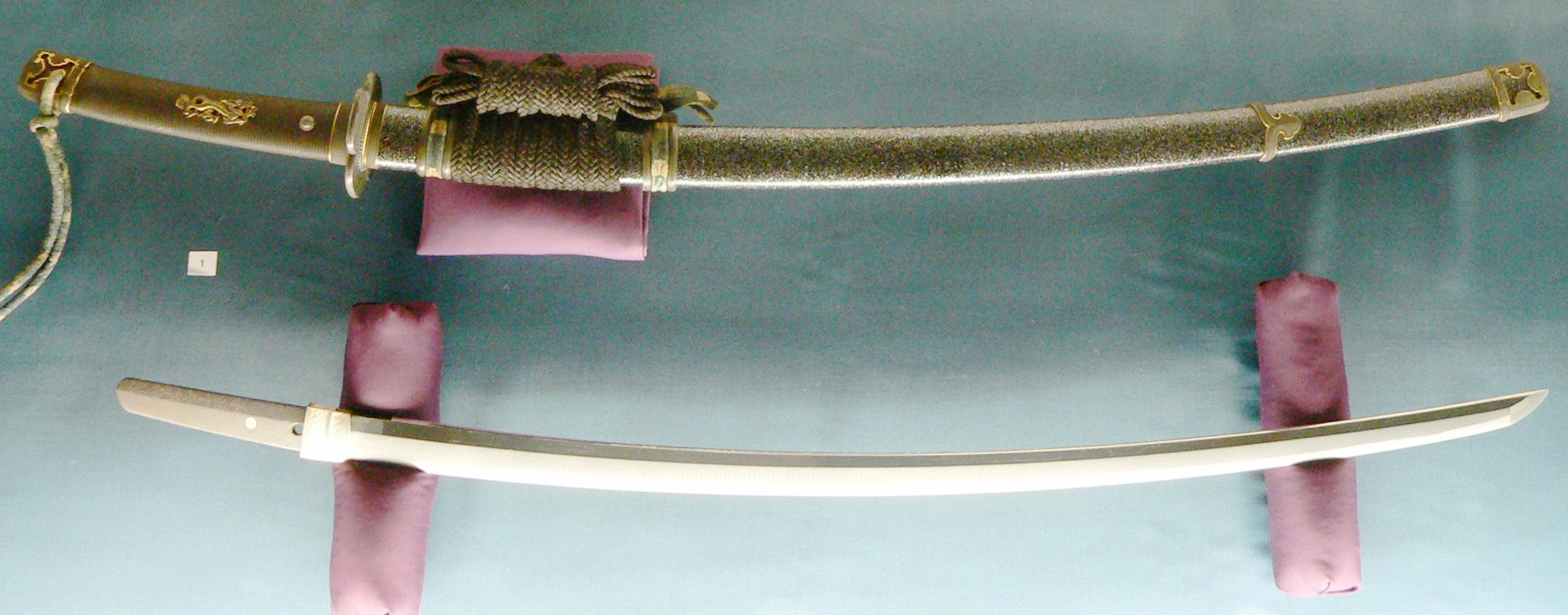
太刀　備前長船祐定　付　青貝螺鈿太刀拵

刀は、両刃剣（直剣、刺突を重視）に比べ、身幅が細く（身幅が半分でも同じ強度とできるため）、軽量となる。したがって素早く断ち切ることができる。
刀は目標物を断ち切るための道具であるが、武器として造られた物は刺突も可能な先端を持つことが多い。さらに刺突の効果を増すために、刀の先端部分、鋩（きっさき）から刀身の半分以上を両刃にした造り（擬似刃）を有するものも存在する。日本でも小烏丸のような鋒両刃（きっさきもろは）造りの刀が見られる。小烏丸は初期のものだが、後世にもこの造りをした刀は稀ながら見られる。
だが、「突き」には刀身（剣身）が真っ直ぐである方が適するため、突きに徹すると「斬る」には向かなくなる。効率よく物を斬る為には反りが深く、刃渡りが長いほうが向いているのに対して、突くためには反りが無く刃渡りが短いほうが向いている。例えば突くための武器である槍は、（穂先部分が）長いとされる「大身槍」の基準が1尺（30センチ）である。

## 歴史

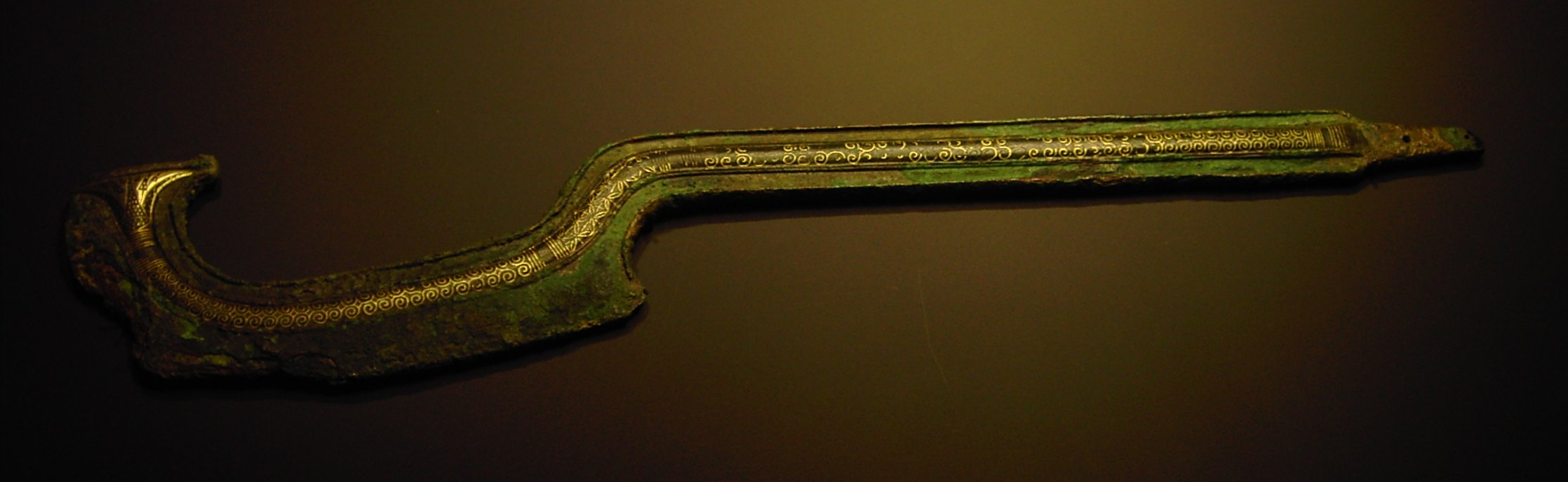
古代エジプト、紀元前18世紀頃のケペシュ

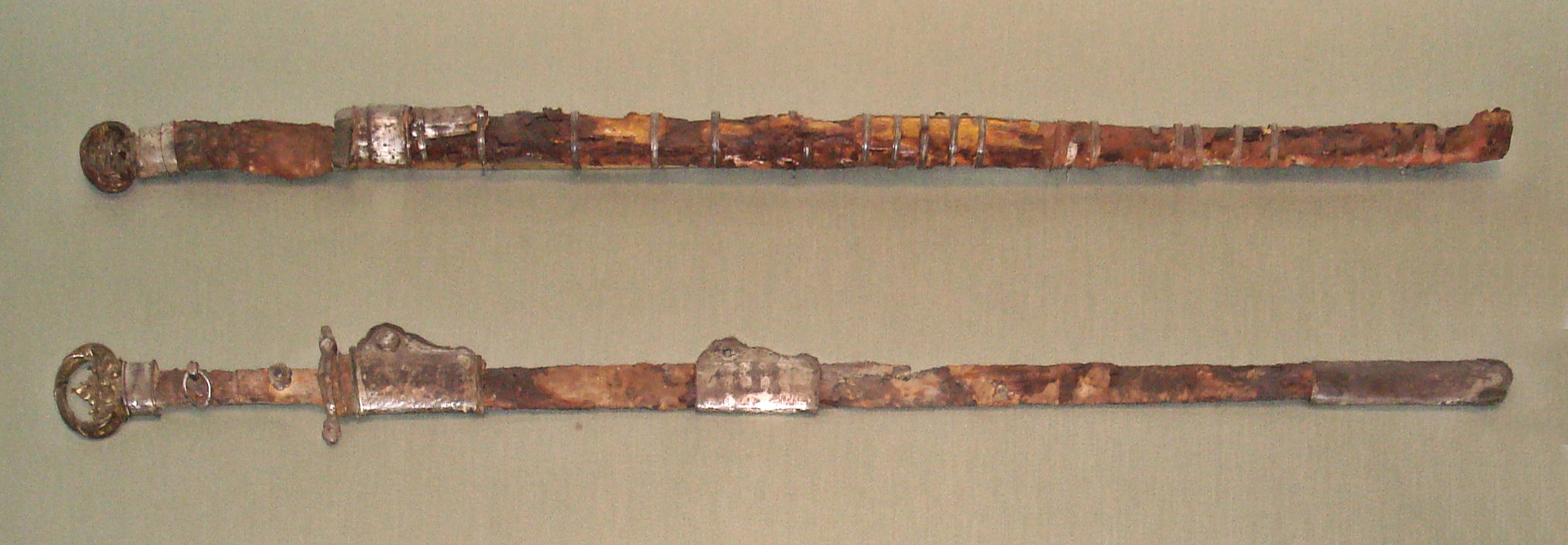
中国・隋代の環首刀

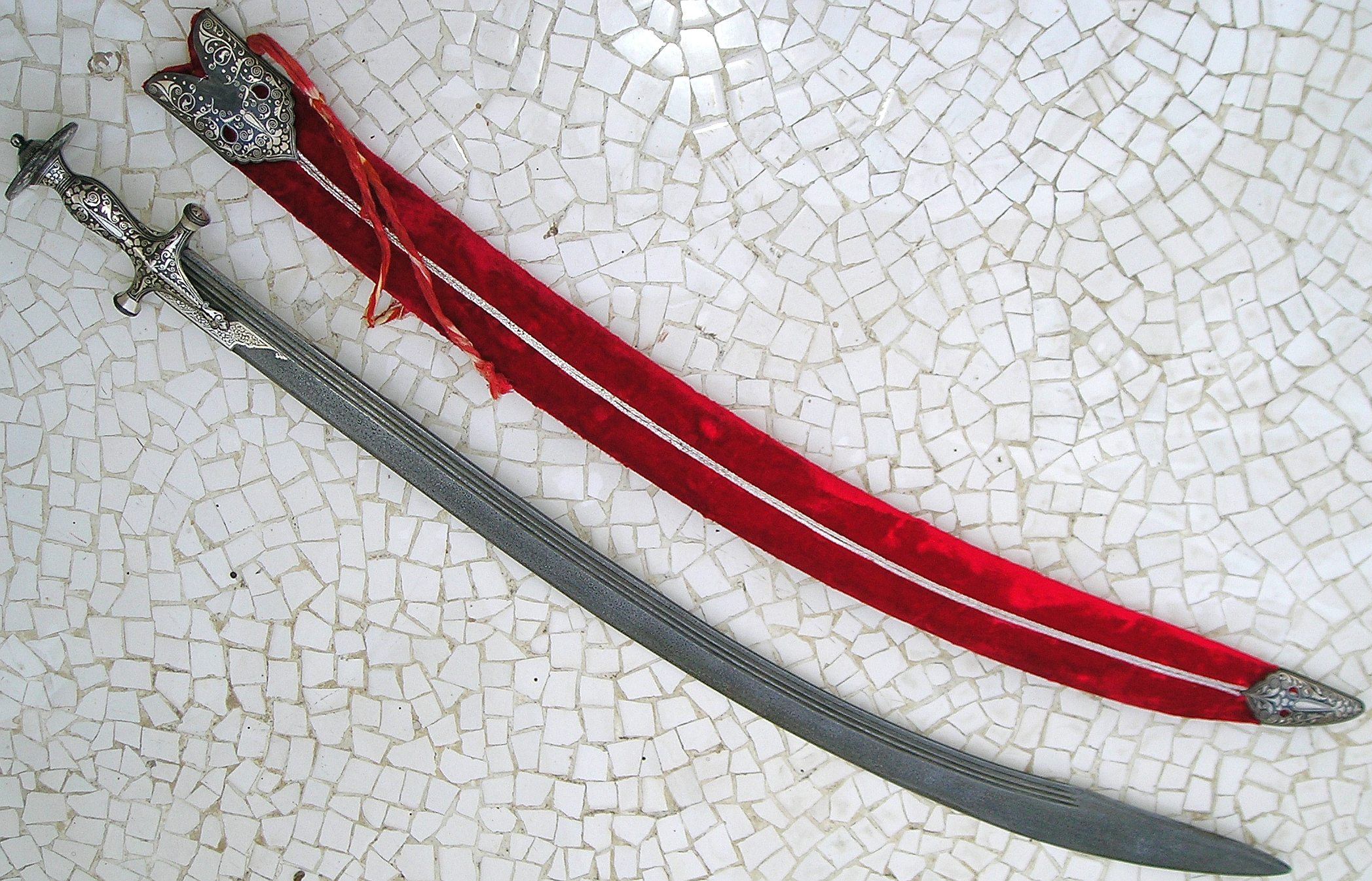
インドのタルワール、1806年

青銅や鉄などの強靱な金属素材の精製、加工技術の発達により、ナイフや鉈のような道具から戦闘に用いられる刀が生まれ、更なる金属加工技術の進歩により長くかつ両側に刀身を持つ剣が生まれたとされる。
中国においては、前漢頃から環首刀と呼ばれる種類の長い直刀が用いられるようになる。これは騎馬民族である匈奴との騎乗戦闘が増え、すれ違いざまに刀剣を振るうことが多くなってきたため、従来の剣ではこのような使い方は向いておらず折れやすかったためである。唐代までは儀礼用武器としても剣に替わって刀が主流となった。
日本における刀も、弥生時代後期に中国から伝わった環首刀を基に作られ始めたことが考古学により判明している。長らく日本の刀は直刀の形質を保ち続けていたが、平安時代の頃から独特の反りをつけた「太刀」と呼ばれる刀が製作されはじめ、武士の一般的な武器となりこの時代以後の刀を日本刀という。
西アジアや南アジア諸国では、11世紀から13世紀頃にかけて、馬上での斬り合いに適したペルシャのシャムシールやインドのタルワールのような反りのついた刀が生まれた。
エジプトでは紀元前二千年紀から緩やかに彎曲した内側に刃を持つ、内刃のケペシュと呼ばれる武器が使われていた。紀元前7世紀頃からはカルタゴなどのフェニキア人が、鎌のように彎曲する弧を描いた内刃を持つハルペー（ハルパー）と呼ばれる武器を使いだした。
西ヨーロッパでは肉切り包丁や剣鉈をそのまま長大化したようなファルシオンやハンガー、グロスメッサーと呼ばれる直刀が用いられた。これらの直刀は従来の剣と比べ安価で使いやすかったため、民衆からの徴募を主体とする下級兵士や一部の騎士に使用されただけでなく、鉈や斧のような日用品としても用いられた。しかし、格式は低く正式な刀剣であるとは見なさない場合も多かった。16世紀頃銃によって重い鎧が廃れた事で、騎兵隊の身につけたサーベルなど、刀が見直される事となった。刀に対応する言葉もなく、全てソードとして分類される。

## 世界各地の刀

### 西ヨーロッパ
- カットラス
- サーベル - 軍刀として有名。
- メッサー
- スクラマサクス
- スティレット
- ファルシオン
- マチェテ

### 中東・インド
- ウルミ
- ヤタガン
- ククリ
- コラ
- シャムシール - イスラム世界の代表的な刀。
- ショーテル
- タルワール
- フィランギ - インド・マラーターが好んで使用した刀。

### 古代地中海
- マカイラ（ギリシア語: μάχαιρα）
- ハルパー
- ケペシュ - 古代エジプトの刀。

### 東アジア
- 環首刀 - 東アジアの全ての刀の祖。
- 斬馬刀 - メガタイプな環首刀。
- 匕首
- 日本刀
  - 直刀 - 飛鳥〜奈良時代。
  - 太刀 - 平安〜鎌倉時代。
  - 打刀 - 室町〜江戸時代。
  - 薙刀
  - 脇差
- 柳葉刀 - 青龍刀とも呼ばれる。
- 苗刀 - 倭寇の刀を模造して作られた明代の中国刀。

### 東南アジア・太平洋
- カスターネ - スリランカの刀。
- カンピラン - ボルネオ島・ダヤク族の刀。
- ピヌティ